# 邁希瑙

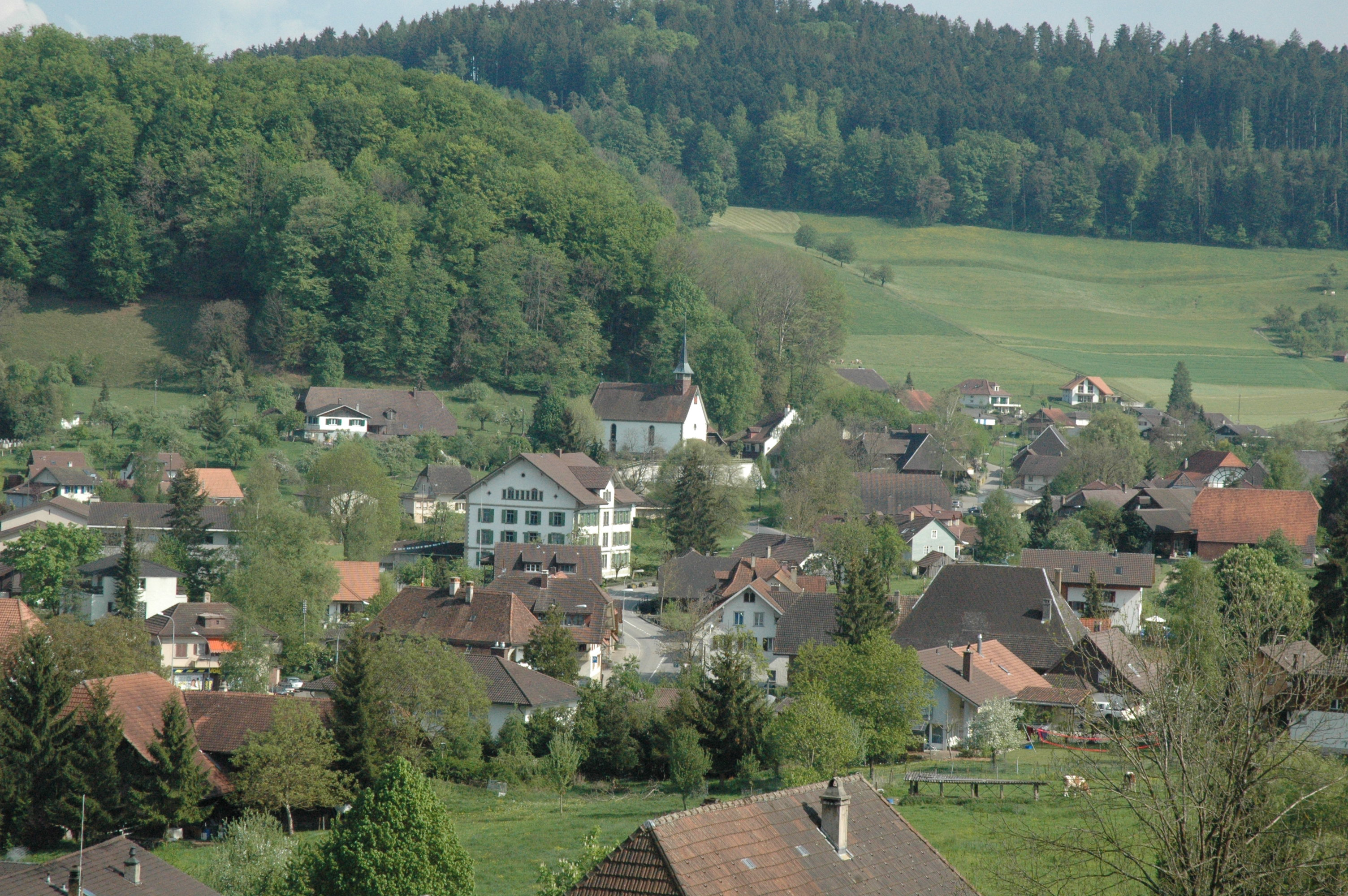

邁希瑙是瑞士的城鎮，位於該國中西部，由伯恩州負責管轄，面積10.3平方公里，海拔高度481米，2011年人口1,523，七成人口信奉基督教，人口密度每平方公里148人。